# Мичигизы
Мичигизы, мичкизы, минкизы — экзоним чеченцев, одно из названий чеченцев, упоминаемое в исторических источниках. В русских дипломатических актах, относящихся к XVI−XVII столетиям, упоминается в горах по Тереку народ мичкизы. Название получено от названия реки 
Мичик. Мичкизы упоминались и русских послами
в Грузию (миссия 1587—1588 гг.).
Также встречается в работе Гюльденштета. Мичигизы, «в собственном смысле этого слова», сами себя так называвшие, проживали, по словам Гюльденштета, в районе между реками Сунджей и Аксай и двадцати одной деревне, названия которых он же перечисляет.

## Мичкизская земля

Селения (кабаки) и землицы части Северо-Восточного Кавказа

В исторических источниках территория расселения мичигизов известна под названием Мичкизская земля (чечен. Мичиг) позже получила название Ичкерия (чечен. Нахч-Мохк)) — старорусский экзотопоним XVI—XVII веков, использовался в документах Русского царства. Мичкизская земля, в которой было 36 кабаков. Очевидно, это не только территория по реке Мичик, но более обширная, известная позднее под названием Ичкерия. После Окоцкой земли Мичкизская была самой значимой в русско — чеченских связях. В источниках также описывается дорога называемая Мичкизской.